# 截葉薄鱗蘚
截葉薄鱗蘚（学名：Leptolejeunea truncatifolia）为細鱗蘚科薄鱗蘚屬下的一个种。